# Matthew Crampton
Matthew Crampton (Mánchester, 23 de mayo de 1986) es un deportista británico que compitió en ciclismo en la modalidad de pista, especialista en las pruebas de velocidad por equipos y keirin.
Ganó dos medallas de plata en el Campeonato Mundial de Ciclismo en Pista, en los años 2009 y 2011, y cuatro medallas en el Campeonato Europeo de Ciclismo en Pista entre los años 2010 y 2012.

## Medallero internacional
| Campeonato Mundial | Campeonato Mundial        | Campeonato Mundial | Campeonato Mundial    |
| Año                | Lugar                     | Medalla            | Competición           |
| ------------------ | ------------------------- | ------------------ | --------------------- |
| 2009               | Pruszków ( Polonia)       | Medalla de plata   | Velocidad por equipos |
| 2011               | Apeldoorn ( Países Bajos) | Medalla de plata   | Velocidad por equipos |
| Campeonato Europeo |                           |                    |                       |
| Año                | Lugar                     | Medalla            | Competición           |
| 2010               | Pruszków ( Polonia)       | Medalla de plata   | Keirin                |
| 2010               | Pruszków ( Polonia)       | Medalla de bronce  | Velocidad por equipos |
| 2011               | Apeldoorn ( Países Bajos) | Medalla de oro     | Keirin                |
| 2012               | Panevėžys ( Lituania)     | Medalla de bronce  | Velocidad por equipos |